# Thomas Hicks
Thomas Hicks (n. 1 iunie 1918, Lyon Mountain⁠(d), Comitatul Clinton, New York, New York, SUA – d. 14 iulie 1992, New York, SUA) a fost un bober ce a reprezentat Statele Unite ale Americii, medaliat olimpic. A participat la o ediție a Jocurilor Olimpice (1948) în care a câștigat o medalie de bronz.

## Participări
Lista de mai jos prezintă principalele competiții la care a participat Thomas Hicks de-a lungul carierei.
- bobsleigh at the 1948 Winter Olympics – four-man[*]